# Szewczenka (hromada Ostropol)
Szewczenka (ukr. Шевченка) – wieś na Ukrainie, w obwodzie chmielnickim, w rejonie chmielnickim, w hromadzie Ostropol. W 2001 liczyła 73 mieszkańców.